# Heimbuchenthal
Heimbuchenthal er en kommune i Landkreis Aschaffenburg i det bayerske Regierungsbezirk Unterfranken i Tyskland. Den er hjemsted for Verwaltungsgemeinschaft Mespelbrunn.

## Geografi
Heimbuchenthal ligger i Region Bayerischer Untermain.

## Historie
Heimbuchenthal er nævnt første gang som Hainbuche i 1282, og i 1982 fejrede man byen 700-års jubilæum.
Ved Ærkestiftet Mainz fald kom Heigenbrücken under det da dannede Fyrstedømmet Aschaffenburg, og kom sammen med det i 1814 (da som et departement i Storhertugdømmet Frankfurt) til Bayern.
1982 wurde eine große 700-Jahr-Feier begangen, in deren Rahmen auch einige touristische Anlagen eingeweiht wurden.